# Eugeniusz Podlewski
Eugeniusz Podlewski ps. Panek, Wicher (ur. 30 grudnia 1903 w Moskwie, zm. w sierpniu 1944 w KL Auschwitz) – polski działacz komunistyczny.

## Życiorys
Syn hutnika Michała (uczestnika rewolucji październikowej) i Karoliny z Capów, brat Stanisława, również działacza komunistycznego. Ukończył 4 klasy gimnazjum w Nikopolu. Od 1918 w Polsce, w 1920 zamieszkał w Sosnowcu, gdzie pracował w "Hucie Bankowej". W drugiej połowie lat 20. wyjechał za ojcem do Francji, gdzie był odlewnikiem i członkiem miejscowej organizacji komunistycznej. Do Polski wrócił w 1933, pracując najpierw w kopalni, następnie w stalowni w Sosnowcu. Działał w KPP, współorganizował strajk, za co 1937/1938 został zwolniony. Pod koniec 1938, po zatrudnieniu się w kopalni "Sosnowiec", wstąpił do Związku Zawodowego Robotników Przemysłu Metalowego (ZRPM). W czasie okupacji utworzył wraz z Antonim Stolarskim komunistyczną grupę konspiracyjną, która następnie weszła w skład zagłębiowskiej filii Stowarzyszenia Przyjaciół ZSRR. W kwietniu 1942, gdy Stowarzyszenie włączyło się do PPR, "Wicher" wszedł w skład Komitetu Podokręgowego PPR w Sosnowcu. Członek Sztabu Okręgowego GL w Zagłębiu Dąbrowskim. Uczestniczył w powielaniu odezw PPR. Po masowych aresztowaniach działaczy PPR w lutym 1943 poświęcił się odbudowie struktur partyjnych i został członkiem odtworzonego Komitetu Okręgowego (KO) PPR w Zagłębiu. Pod koniec 1943 na polecenie Stefana Franciszoka "Roberta", został sekretarzem KO PPR. Zaktywizował działalność partii i GL i przyczynił się do wzmożenia działalności sabotażowej i dywersyjnej w Zagłębiu. Sprawował nadzór nad oddziałem GL/AL im. Jarosława Dąbrowskiego działającym w okolicach Chrzanowa. Organizował także przerzut czechosłowackich komunistów do Czechosłowacji. Od 15 marca 1944 był skarbnikiem nowo utworzonego Śląskiego Komitetu Obwodowego (V Obwodu) PPR. W nocy z 29 na 30 maja 1944 wraz z innymi działaczami PPR został aresztowany przez Niemców i osadzony w Auschwitz-Birkenau, gdzie kilka miesięcy później zginął. Pozostawił żonę i dwóch synów.